# Казариново (Калужская область)
Казариново — деревня в Малоярославецком муниципальном районе Калужской области в составе сельского поселения «Село Недельное».

## Население
| 2002 | 2010 |
| ---- | ---- |
| 46   | ↘38  |